# Peter Bratschi (Politiker)
Peter Bratschi (* 23. Oktober 1886 in Matten in der Gemeinde St. Stephan; † 5. Dezember 1975 in Bern) war ein Schweizer Politiker, Hörspielautor und Mundartdichter.

## Leben

### Familie
Peter Bratschi entstammte dem Simmentaler Zweig der Familie Bratschi und war das älteste Kind des gleichnamigen Lehrers und Politikers Peter Bratschi, der auch ein kleines Berggut bewirtschaftete; er hatte noch sieben Geschwister, zu diesen zählte unter anderem sein Bruder Hermann Bartschi (* 22. November 1890 in St. Stephan; † 10. März 1966 in Meiringen), Lehrer und Mundartdichter.
Er war seit 1910 mit Maria (geb. Sigrist) aus Madiswil verheiratet; zu diesem Zeitpunkt lebten sie in der Mittelstr. 32 in Bern; gemeinsam hatten sie einen Sohn und eine Tochter.

### Werdegang
Peter Bratschi besuchte in St. Stephan die Primar- und erweiterte Oberschule. Im Anschluss daran absolvierte er eine Lehre zum Mechaniker in den Lehrwerkstätten der Stadt Bern. Einige Wanderjahre führten ihn in verschiedene Schweizerstädte sowie ins Ausland, wo er seine beruflichen Kenntnisse weiter ausbildete und auch mit der Arbeiterbewegung bekannt wurde, sodass er 1903 der Gewerkschaft beitrat; später lernte er Hermann Greulich kennen, der die erste Sozialdemokratische Partei der Schweiz begründete. Im Jahre 1912 kam er in die Krankenkassenverwaltung des Schweizerischen Metallarbeiterverbands (Smav) (ab 1915 Schweizerischer Metall- und Uhrenarbeiterverband (Smuv)) in Bern und wurde 1918 in der Redaktion der Schweizerischen Metallarbeiter-Zeitung tätig, bis er 1956 von seinem Amt als Redakteur zurücktrat; dazu betreute er auch die Monatsschrift Der Lehrling.
Er wurde 1925 als Nachfolger seines verstorbenen Vaters Berner Grossrat der Sozialdemokratischen Partei und war in dieser Funktion bis zu seinem Rücktritt 1942 tätig.

### Schriftstellerisches Wirken
Peter Bratschi veröffentlichte acht Novellen- und Romanbände sowie sechs Gedichtsammlungen und ebenso viele Theaterstücke.
Er verstand die Literatur als Mittel, um auf den sozialen Ausgleich hinzuwirken und verwendete häufig die knappe Form des Gedichts, der Geschichte, der raschen Skizze. In seinen Erzählungen schöpfte er vielfach aus seiner eigenen Biografie, so unter anderem 1920 mit seiner Schrift Dem Dorfschulmeister sein Ältester, 1946 mit Passwärts, 1948 mit Die Melchiorbuben und 1955 mit Im Wandelgrün. Zu seinen schriftstellerischen Erzählungen und Gedichten schrieb er dramatische Theaterspiele, so unter anderem 1935 Der Tag, ein Drama in vier Akten mit 180 Mitwirkenden, in dem er den Weberaufstand und Fabrikbrand in Uster beschreibt, und zuletzt 1946 Der Berg und weitere Mundartstücke in Berndeutsch; seine Stücke wurden unter anderem auf der Heidi-Bühne von Josef Berger aufgeführt. In der Obersimmentaler Mundart sind auch die Balladen im letzten seiner fünf Gedichtbände von 1959 Dem Leben zugetan verfasst. Seine Mundarthörspiele wurden auch im Radio übertragen.
Sein Gedichtband Sag' ja zu deinem Tag wurde von der Schweizerischen Schillerstiftung ausgezeichnet.
Er veröffentlichte zusätzlich zu seinen schriftstellerischen Leistungen auch Beschreibungen der Arbeitsbedingungen in Industrie und Gewerbe, so unter anderem 1938 in Vom Werden und Wachsen des Schweizerischen Metall- und Uhrenarbeiter-Verbandes.

### Gesellschaftliches Wirken
1918 wurde Peter Bratschi zum Ersatzmann in die Eidgenössische Pensionskommission gewählt; 1946 ernannte ihn der Bundesrat zum Mitglied der Pensionskommission.
1922 erfolgte seine Wahl zum Mitglied der Lehrlingskommission Bern für die Metallgewerbe; 1923 wurde er zum Mitglied der Handels- und Gewerbekammer des Kantons Bern gewählt.
Er war acht Jahre Präsident der Metallarbeitergewerkschaft Bern und er war Mitbegründer der Genossenschaft für das Metallgewerbe Bern und war auch deren Präsident.
Er war auch Vorstandsmitglied der Radiogenossenschaft Bern (heute SRG SSR), des Vereins Gute Schriften mit der gleichnamigen Heftreihe und des Berner Schriftstellerinnen und Schriftsteller Verein.
Mit Erwin Heimann pflegte er eine freundschaftliche Beziehung.

## Ehrungen und Auszeichnungen
- Er erhielt 1937 den Preis der Schweizerischen Schillerstiftung.
- Die Stadt Bern verlieh Peter Bratschi 1947 und 1956 den Berner Literaturpreis.

## Schriften (Auswahl)
- Des Spießers Angst. 1918.
- Dem Bergschulmeister sein Aeltester. Bern: Verein für Verbreitung guter Schriften 1920.
- Es paar Schue u was dri ghört: es luschtigs Stückli i eim Ufzug. Bern: Verlag Künzi-Locher 1923.
- Etwas über das Genossenschaftswesen der Bergbauern. Genossenschaftsdruckerei Zürich 1924.
- Geschichtliches über die Arbeitszeitverkürzung bei den Metall- und Uhrenarbeitern. Unionsdruckerei Bern 1924.
- Dank und Gruss. Bern Selbstverlag 1925.
- Der Wildheuer: Erzählung aus dem Simmental. Bern: Verein für Verbreitung guter Schriften 1926.
- Entwicklung der schweizerischen Gewerkschaftspresse. Unionsdruckerei Bern 1927.
- Von den Leuten abseits. Olten: Trösch. 1930.
- Der kommende Tag: Drama in 4 Akten und einem Epilog. Zürich: Genossenschaftsbuchhandlung 1932. Uraufführung am 30. April 1932 im Stadttheater Bern.
- Vereinte Kraft wird alles wenden. Bern, Schweiz. Arbeiterbildungszentrale 1932.
- Die Arbeitslosigkeit in der Metall- und Uhrenindustrie, doi:10.5169/seals-331080#169. Genossenschaftsdruckerei Zürich 1932.
- Was da klingt in der Tiefe - Novellen aus dem Bergbauern- und Arbeiterleben. Zürich: Oprecht & Helbling, 1932.
- Wahlfieber: ein Dialektlustspiel in 3 Akten. Aarau: Sauerländer 1933.
- Fahrt. Zürich: Oprecht & Helbling 1933.
- Nacht über den Bergen. Zürich: Oprecht & Helbling 1933. Uraufführung am 26. Februar 1934 im Stadttheater Bern (Regie: Marc Doswald).
- Wie steht es bei den Metallarbeitern? Genossenschaftsdruckerei Zürich 1933.
- Muess das eso sy? Bern: Francke 1934.
- Fahrt - Gedichte. Zürich Oprecht & Helbing 1935.
- Es chunnt e Zyt ...: Schauspiel in 4 Akten: berndeutsche Fassung von Der kommende Tag. Bern: Francke 1935.
- Ghörsch du das o? Märchenspiel mit der Musik von Walter Furrer. Bern: Francke 1936.
- Sag ja zu deinem Tag! Bern: Francke 1937.
- Menschen wie du und ich - Roman eines Bergbauern. Zürich: Büchergilde Gutenberg 1937.
- Schollen brechen auf. Bern: Francke 1938.
- Bergwind. Bern: Francke 1938.
- Vom Werden und Wachsen des Schweizerischen Metall- und Uhrenarbeiterverbandes. Bern: Unionsdruckerei, 1938.
- Oskar Schneeberger; Peter Bratschi: Aus der Geschichte des Schweizerischen Metall- und Uhrenarbeiter-Verbandes. Bern: Unionsdruckerei, 1938.
- Jungs Holz: ein Berndeutsch-Spiel in fünf Akten. Bern: Francke 1939.
- Die wir der gleichen Heimat sind. Bern: Francke 1939.
- Quellen rauschen. Bern: Gute Schriften 1941.
- Früschi Luft: es fröhlichs Spiel i vier Akte us der hütige Zyt. Bern: Francke 1944.
- Der Berg: eine lyrisch-dramatische Dichtung in 10 Bildern. Bern: Francke 1946.
- Passwärts: eine Erzählung aus der Aktivdienstzeit 1939–45. Bern: Gute Schriften 1946.
- Kleiner Roman eines Einfrankenstückes. Historischer Kalender, oder, Der hinkende Bot. 1946. doi:10.5169/seals-656019#47, S. 44–52.
- Die Melchiorbuben: eine Jugendgeschichte aus bewegter Zeit. Bern: Francke 1948.
- Vom Werden der schweizerischen Gewerkschaftspresse, doi:10.5169/seals-353317#88. Bern 1948.
- Im Wandelgrün: Erzählungen aus einer Berggemeinde. Bern: Francke 1955.
- Dem Leben zugetan: Gedichte. Bern: Viktoria-Verlag 1959.